# 구멍뚫기

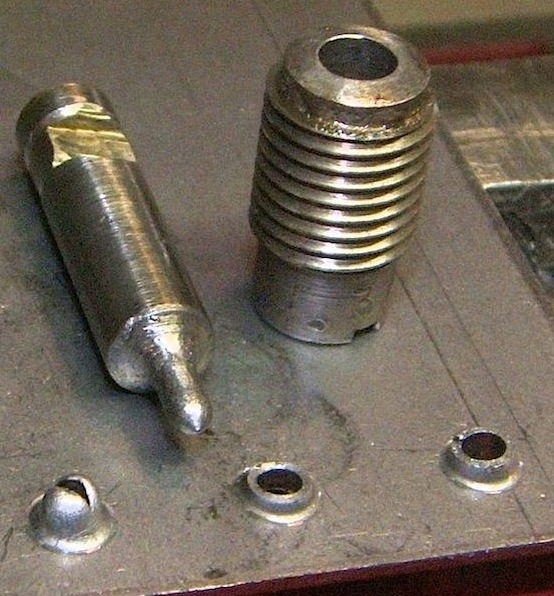

구멍뚫기 또는 펀칭(punching)은 펀치를 대고 타격을 주어 구멍을 뚫거나, 지름이 큰 구멍일 때에는 엔빌의 혼(horn)부에 끼우고 확대한다.
펀칭은 펀치 프레스를 사용하여 전단을 통해 구멍을 만들기 위해 공작물을 통해 펀치라고 하는 도구를 강제하는 성형 공정이다. 펀칭은 시트 금속, 종이, 가황 섬유 및 일부 형태의 플라스틱 시트를 포함하여 시트 형태로 제공되는 다양한 재료에 적용할 수 있다. 펀치는 종종 작업을 통해 다이로 전달된다. 구멍에서 나온 스크랩 슬러그는 프로세스에서 다이에 퇴적된다. 펀칭되는 재료에 따라 이 슬러그는 재활용 및 재사용 또는 폐기될 수 있다.
펀칭은 보통 대량 생산에서 시트 재료에 구멍을 만드는 가장 저렴한 방법이다. 특수한 모양의 펀치를 사용하여 한 장의 재료에서 여러 개의 사용 가능한 부품을 만들 때 이 프로세스를 블랭킹이라고 한다. 금속 단조 응용 분야에서 작업은 종종 뜨거울 때 펀칭되며, 이를 핫 펀칭이라고 한다. 슬러깅은 금속 파단이 완료되고 금속이 제거되지 않고 구멍에 고정되자마자 펀치를 멈추는 펀칭 작업이다.